# Chris Jordan Wolfe
Chris Jordan Wolfe é um ator estadunidense, que já trabalho em seriados, filmes, e até mesmo no Vídeo-game Call of Duty 2.

## Filmografia

### Televisão
- 2006 Passions como Jack
- 2004 Days of Our Lives como Kenneth
- 2003 What I Like About You como Carlos

### Cinema
- 2008 Stone & Ed como Brad
- 2005 Stage Fright como Charles
- 2000 Soledad como Ganhador da Loteria